# San Juan (provins i Dominikanska republiken)
San Juan är en provins i västra Dominikanska republiken. Den totala folkmängden är cirka cirka 245 000 invånare och den administrativa huvudorten är San Juan de la Maguana. Provinsen skapades 1938, och var fram till 1961 känd som Benefactor.

## Administrativ indelning
Provinsen är indelad i sex kommuner och sjutton kommundistrikt:
- Bohechío
  - Arroyo Cano (kommundistrikt)
  - Yaque (kommundistrikt)
- El Cercado
  - Batista (kommundistrikt)
  - Derrumbadero (kommundistrikt)
- Juan de Herrera
  - Jínova (kommundistrikt)
- Las Matas de Farfán
  - Carrera de Yeguas (kommundistrikt)
  - Matayaya (kommundistrikt)
- San Juan de la Maguana
  - El Rosario (kommundistrikt)
  - Guanito (kommundistrikt)
  - Hato del Padre (kommundistrikt)
  - La Jagua (kommundistrikt)
  - Las Charcas de María Nova (kommundistrikt)
  - Las Maguanas-Hato Nuevo (kommundistrikt)
  - Pedro Corto (kommundistrikt)
  - Sabana Alta (kommundistrikt)
  - Sabaneta (kommundistrikt)
- Vallejuelo
  - Jorgillo (kommundistrikt)